# Compagnie d'Hasnon
Vous lisez un « bon article » labellisé en 2011.
La Compagnie d'Hasnon est une société de recherche de houille créée en 1837 qui exécute quelques sondages et ouvre sans succès trois fosses en 1839 et 1840 à Hasnon et Wallers, dans le bassin minier du Nord-Pas-de-Calais. Elle a également possédé 25 % de la Compagnie de Vicoigne de 1841 à 1843. En février 1843, la troisième fosse tentée est abandonnée. La Compagnie tente fin 1843 et début 1844 deux derniers sondages, mais les résultats ne sont pas probants et les activités cessent en 1845, date à laquelle la Compagnie d'Hasnon cesse d'exister. Inexploitée, la concession est par la suite reprise par la Compagnie des mines d'Anzin, qui avait déjà racheté les parts de la Compagnie de Vicoigne que possédait la Compagnie d'Hasnon en 1843, et laisse la concession en sommeil jusqu'aux alentours de 1875, date à laquelle elle tente, sans succès, d'ouvrir une fosse. Plus aucune autre exploration n'a ensuite eu lieu sur la concession d'Hasnon.

## Historique
Pour des articles plus généraux, voir Charbonnage et Bassin minier du Nord-Pas-de-Calais.
Les années 1830 - 1840 se caractérisent par un grand élan pour les entreprises industrielles de toute nature, particulièrement pour les mines de houille. Dans le Nord, cet engouement fait suite à la découverte par la toute récente compagnie des mines de Douchy d'un riche gisement de charbon gras. Le sol, ou un vingt-sixième de cette compagnie, qui se vendait à peine 2 230 francs en février 1833, atteint en janvier 1834 le prix exorbitant de 300 000 francs. Les demandes de concessions se multiplient dans la région (il y en aura jusqu'à 70 en 1837). Cette fièvre des recherches de charbon a  pour conséquence la création d'un grand nombre de compagnies ou de sociétés, dont peu finalement sont parvenues à durer.
Dans cette euphorie, des propriétaires de Douai forment vers 1833 une société, qui exécute en 1834 et 1835, avec le concours de la Compagnie de Douchy, plusieurs sondages dans les environs d'Hasnon. Quelques membres de cette société exécutent séparément un sondage à Auby, près de Douai, qui est abandonné à la profondeur de 140 mètres, à la suite d'un accident, et qui, prolongé, aurait certainement atteint le terrain houiller et la houille.

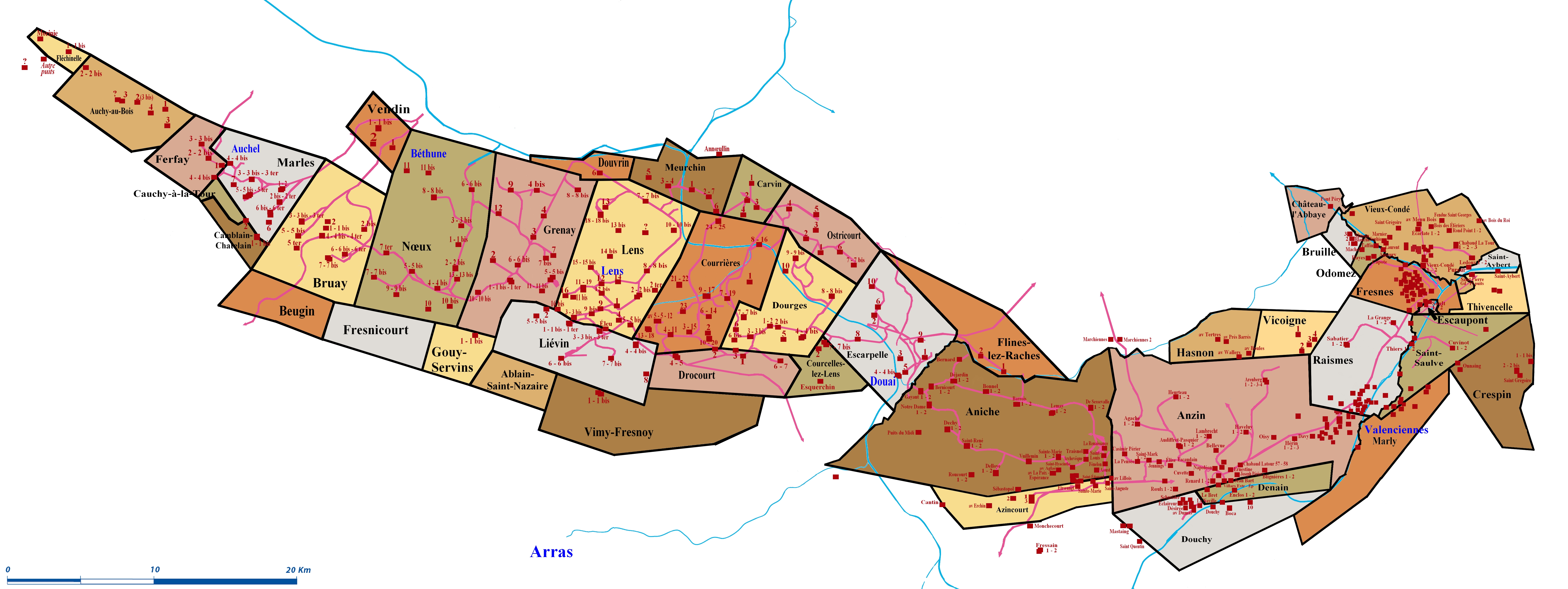
La concession d'Hasnon parmi celles du bassin minier.

Une société d'exploitation réunissant les deux entrepreneurs de recherches, le banquier Louis Dupont et un associé, est constituée en 1837 au capital de 1 200 000 francs. Elle ouvre trois fosses à Hasnon et Wallers qui rencontrent la partie inférieure de la formation houillère, et y exploitent infructueusement de minces couches de houille,. Tout en effectuant des sondages, la Compagnie d'Hasnon ouvre successivement les fosses des Tertres, des Prés Barrés, et des Bouils. Des bowettes sont effectuées, mais seules quelques passées et veinules sont découvertes, qui ne permettraient pas une exploitation rentable. Les trois fosses restent donc à l'état d'avaleresses. Entre-temps, une concession, dite d'Hasnon, est octroyée à la Compagnie au début de l'année 1840.
Pendant que la Compagnie tente de trouver le charbon, d'autres compagnies et sociétés effectuent des travaux à proximité. À l'ouest, en 1838, la Compagnie des Canonniers de Lille ouvre la fosse de Marchiennes après avoir effectué plusieurs sondages depuis 1835. Au nord-ouest, la Société de Saint-Hubert effectue plusieurs sondages. À l'est, à Raismes, en 1839, la Compagnie de Cambrai ouvre la fosse Boitelle, la Compagnie de l'Escaut ouvre les fosses le Bret et Évrard et la Compagnie de Bruille ouvre la fosse Ewbank. La Compagnie d'Hasnon n'a fait aucune recherche aux environs de Vicoigne, mais effectue également une demande de concession. Ces quatre dernières fusionnent et donnent naissance le 1er octobre 1841 à la Compagnie de Vicoigne, qui a obtenu une concession riche en houille maigre en septembre 1841. Au sud, la Compagnie des mines d'Anzin ouvre des fosses à Denain et Escaudain. La Compagnie d'Hasnon possède donc un quart de la Compagnie de Vicoigne. La Compagnie des mines d'Anzin rachète celle d'Hasnon en 1843, et devient par conséquent propriétaire du quart de la Compagnie de Vicoigne, et peut ainsi nommer deux administrateurs sur huit.
À la suite de ses échecs successifs, la Compagnie, découragée, se résout à abandonner définitivement la concession. Toutefois, après avoir consulté l'ingénieur en chef Blavier, elle entreprend au titre de dernière recherche deux sondages. Le premier, celui des Rouges-Carrières, n'a permis la découverte que de quelques traces de houille, le second, dit de la Drève de Wallers, n'a traversé qu'un terrain houiller complètement stérile.
La Compagnie d'Hasnon met sa concession en chômage au début de l'année 1845. Elle revend ses parts à la Compagnie des mines d'Anzin. Des sondages effectués à la même période par la Société de Saint-Hubert démontrent que cette concession est située dans des terrains houillers très pauvres.
Pendant trente ans, la concession n'a été l'objet d'aucune exploration nouvelle. Cependant, vers 1875, la Compagnie des mines d'Anzin a le projet d'y ouvrir une fosse (connue sous le nom d'Avaleresse de Wallers), tout près de la limite sud de la concession d'Hasnon, moins pour y exploiter le gisement propre d'Hasnon que pour recouper au sud le prolongement des veines de Vieux-Condé et Vicoigne, dans la concession d'Anzin. Des terrains ont été achetés, un trou de fosse est même commencé, mais les travaux sont suspendus presque immédiatement, et ne seront jamais repris. La fosse est restée à l'état d'avaleresse.
Au début du XXIe siècle, il ne subsiste rien de trois fosses ouvertes par la Compagnie d'Hasnon. Les puits ne font pas l'objet d'une surveillance par le Bureau de recherches géologiques et minières, alors que d'autres puits situés dans d'autres concessions ont le niveau du remblai, le niveau des eaux, et la pression des gaz vérifiés de manière annuelle ou bisannuelle. Les têtes de puits ne sont pas matérialisées.

## Les fosses

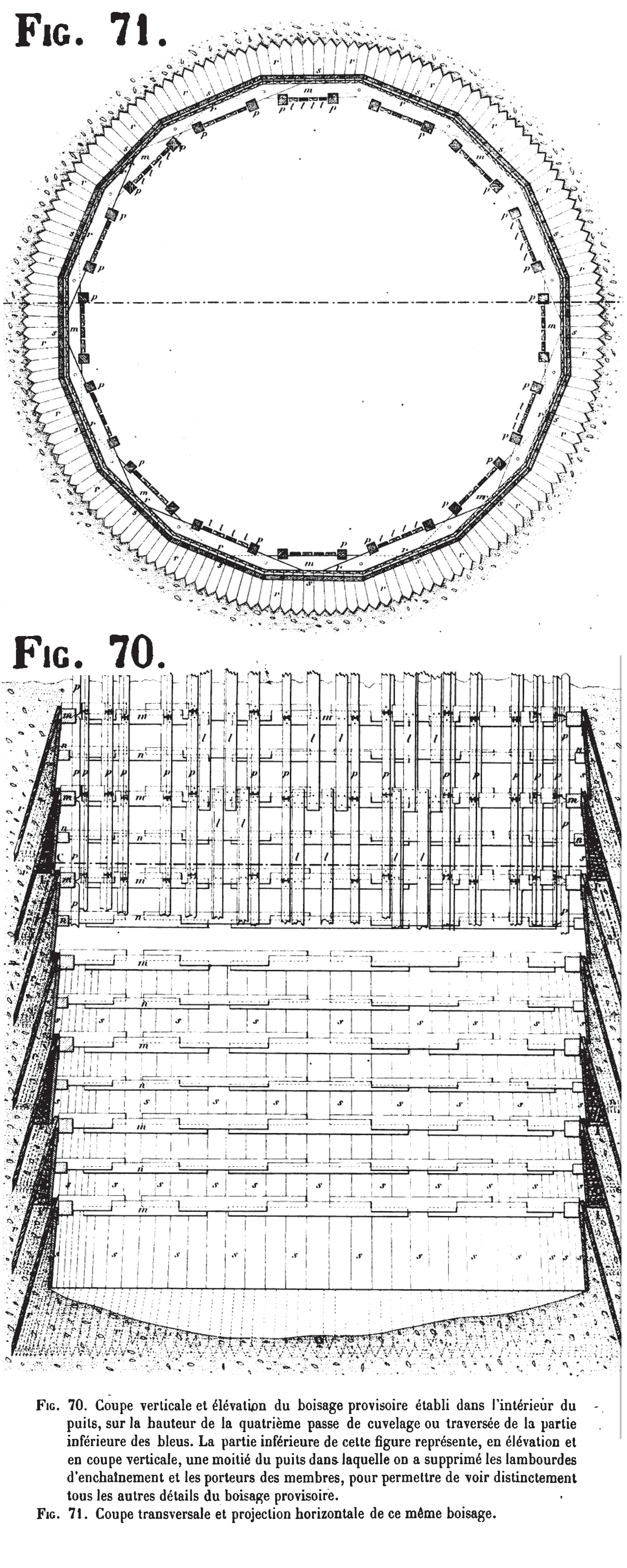
Exemple de cuvelage pour un puits en cours d'établissement.

### Avaleresse des Tertres
50° 24′ 38″ N, 3° 22′ 42″ E
1838 - 1841

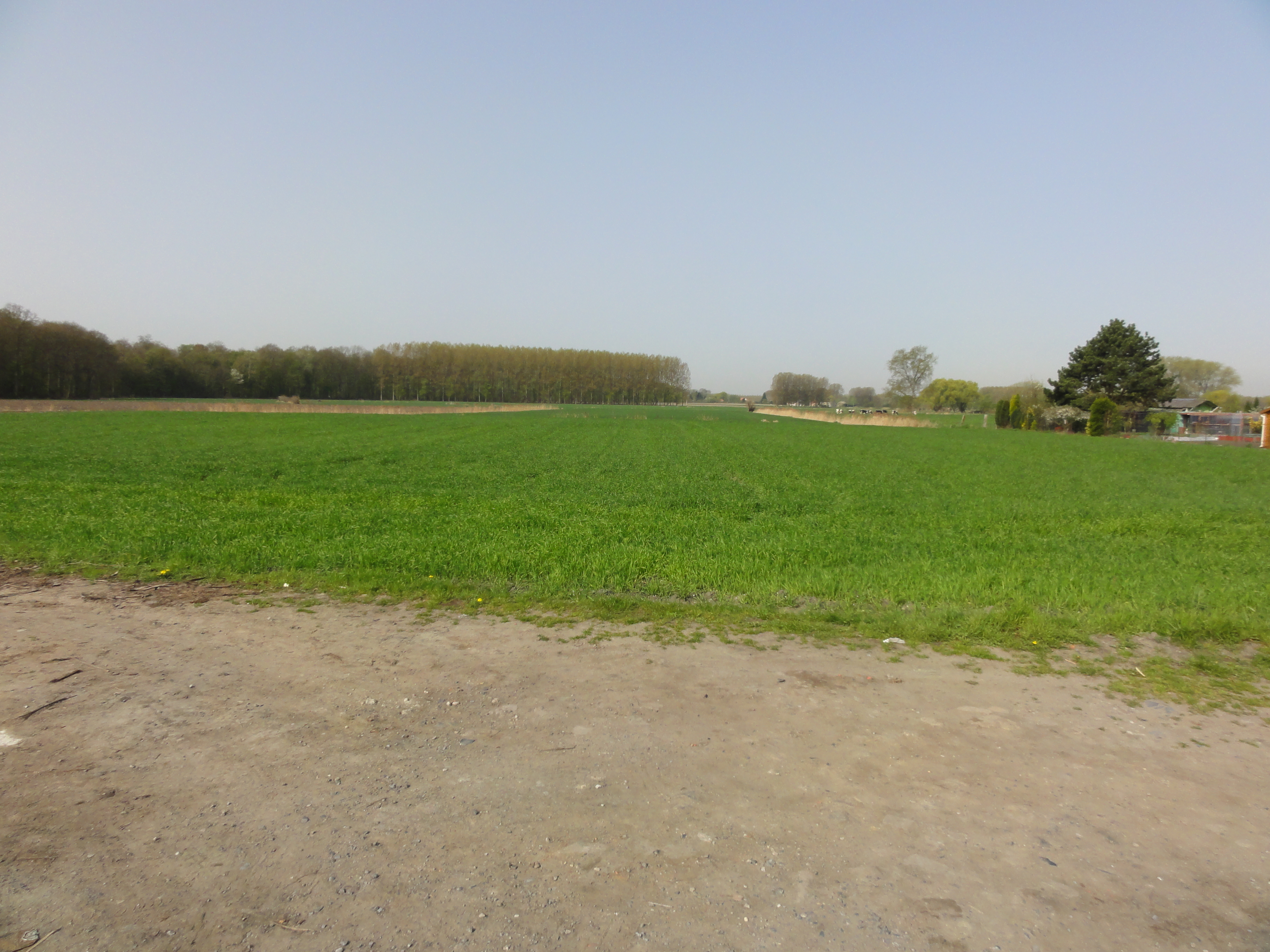
L'avaleresse des Tertres est située à une quinzaine de mètres dans le champ. Rien n'indique sa présence.

En mai 1838, à l'emplacement du sondage des Tertres est établie la fosse des Tertres, amenée jusqu'à la profondeur de 137,60 mètres. Les travaux du puits sont terminés le 8 janvier 1840. Des bowettes sont ouvertes aux niveaux de 110 et 134 mètres, et poursuivies sur une assez grande distance du puits au nord et au sud, mais elles n'ont recoupé que trois veinules irrégulières de charbon anthraciteux sale, qui n'ont pas permis l'exploitation de la fosse. Ces veinules étaient dirigées à peu près de l'est à l'ouest, avec une pente de 45° au midi. Les travaux sont terminés le 15 décembre 1840. La fosse est ensuite abandonnée.

### Avaleresse des Prés Barrés

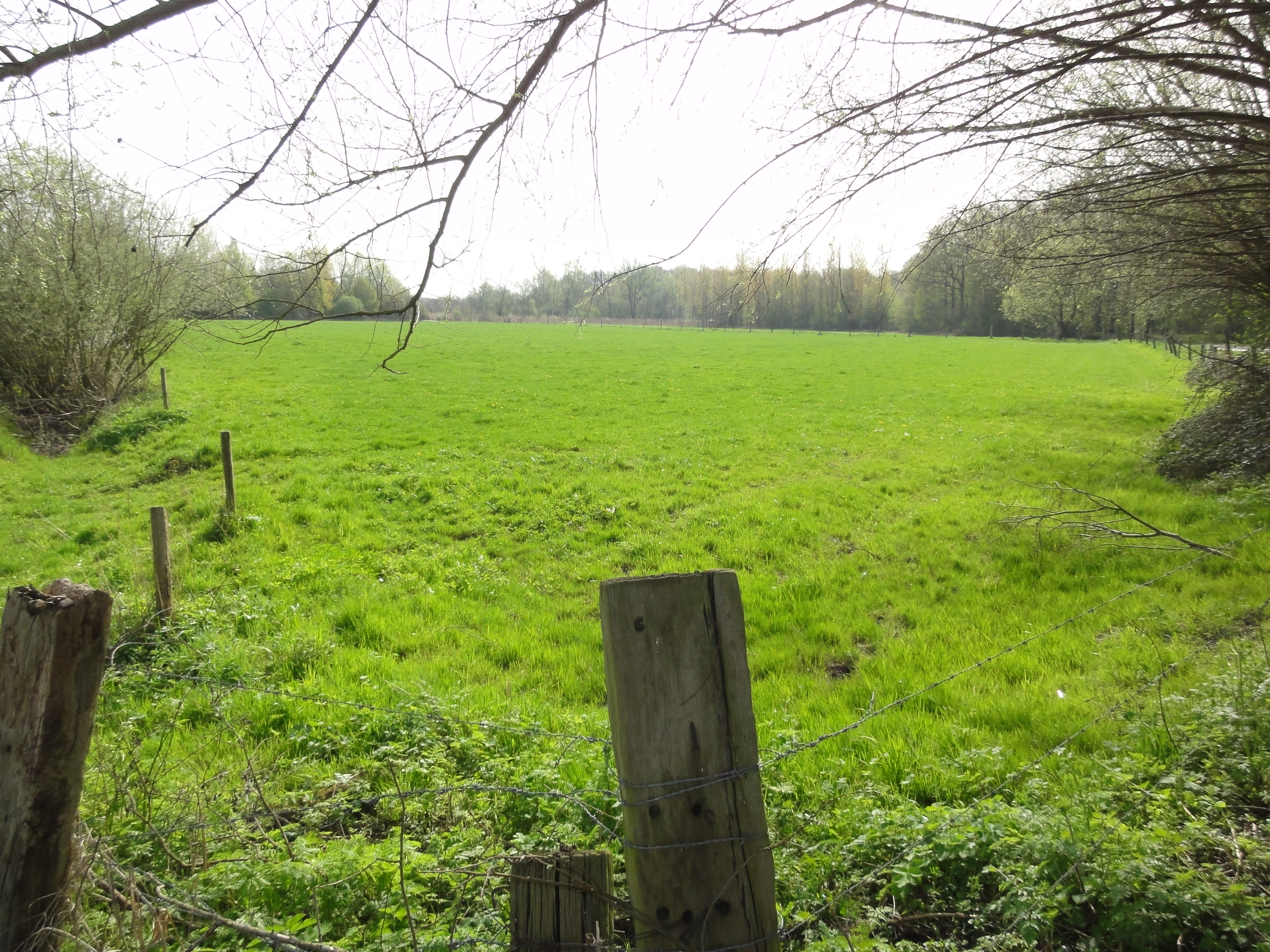
L'avaleresse des Prés Barrés se trouve dans cette pâture.

50° 24′ 32″ N, 3° 23′ 06″ E
1839 - 1841
L'avaleresse des Prés Barrés a été foncée en 1839 dans une pâture au sud d'Hasnon, près de la route des Prés Barrés, à 500 mètres au sud-est de l'avaleresse des Tertres. Le terrain houiller a été atteint à cent mètres. La profondeur atteinte a été de 135 mètres. De longues bowettes ont été effectuées aux profondeurs de 112 et 132 mètres, mais seuls quelques filets charbonneux et une veine de charbon sale y ont été découverts, et ne paraissent pas exploitables. Les terrains de cette fosse sont si différents de ceux de la fosse des Tertres qu'il n'a pas été possible de déterminer s'il s'agissait des mêmes assises houillères, ou d'une zone complètement distincte. La fosse est abandonnée en 1841.

### Avaleresse des Boules ou Bouils
50° 24′ 03″ N, 3° 24′ 31″ E
1840 - 1844

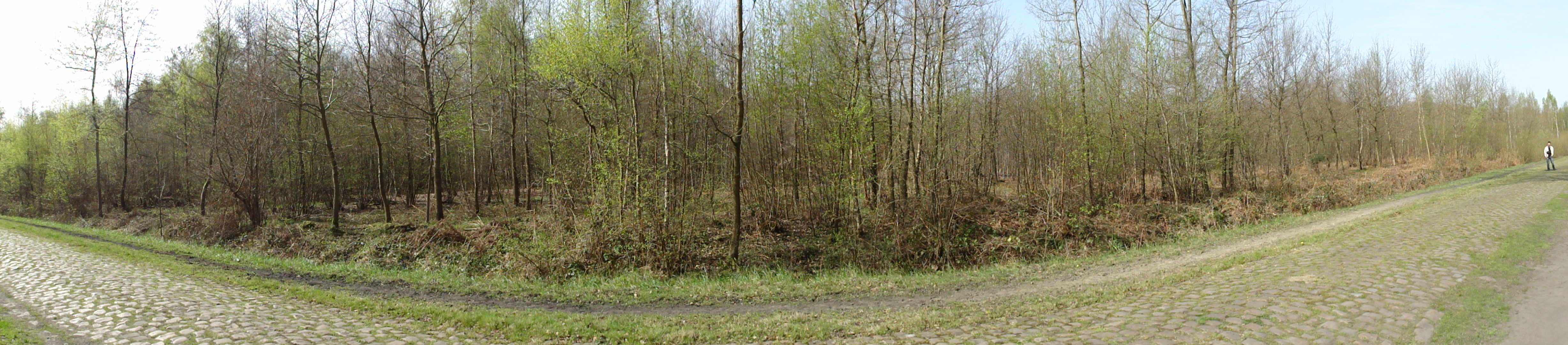
L'avaleresse des Boules est située cent mètres environ à l'ouest de la trouée d'Arenberg, dans la forêt de Raismes-Saint-Amand-Wallers. Sa localisation n'est possible qu'avec les coordonnées GPS.

Le puits des Bouils ou des Boules a été foncé à partir 16 mai 1840 sur le territoire de Wallers, le long de la Drève des Boules d'Hérin (connue sous le nom de trouée d'Arenberg), dans la forêt de Raismes-Saint-Amand-Wallers, deux kilomètres au nord-ouest de la future fosse Arenberg, à 400 mètres environ de l'angle sud-est de la concession. La profondeur atteinte est de 135 mètres, le terrain houiller est atteint à 116 mètres. L'accrochage est établi à 130,30 mètres. Une bowette longue de cent mètres est menée vers le nord. Tous les travaux ont cessé en février 1843. Dans le courant des mois de mars et avril 1844, les machines sont démontées et expédiées vers Denain. En juin et juillet 1844, les installations sont démolies, le puits comblé, et le terrain déblayé. Il s'agit de la troisième et dernière fosse de la Compagnie d'Hasnon,.

## Les sondages

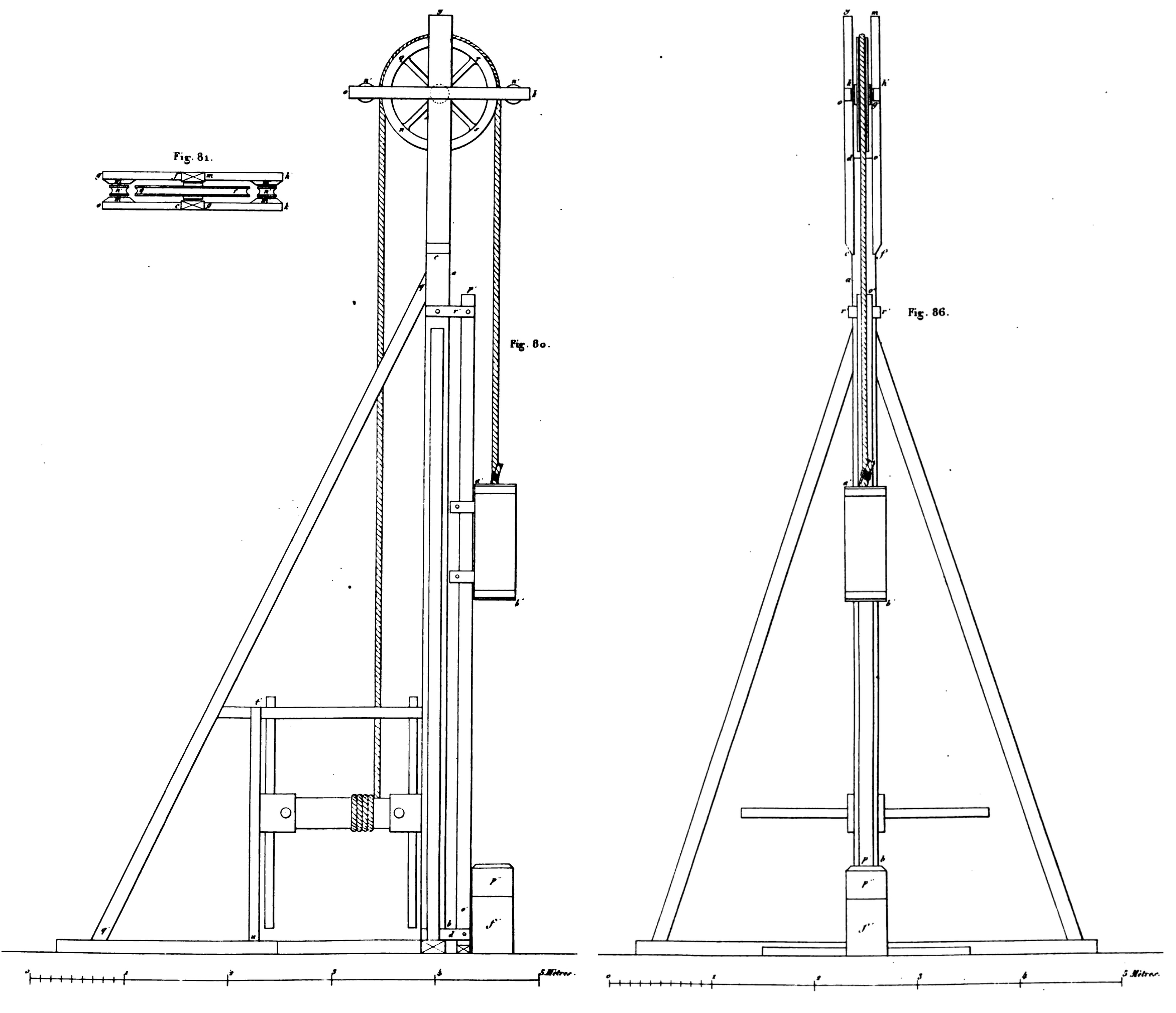
Exemple de machinerie pouvant être utilisée pour les sondages.

### Sondage des Tertres
50° 24′ 38″ N, 3° 22′ 42″ E
Le 21 décembre 1837, un sondage dit des Tertres est commencé dans une pâture, près de l'actuelle rue Édouard Vaillant, à environ 1 600 mètres au sud-ouest du clocher d'Hasnon, et amené finalement à la profondeur de 115,46 mètres. Le 11 mars 1838, le charbon a été découvert à la profondeur de 103,90 mètres, après que le terrain houiller a été passé à 102,20 mètres. Le 3 mai 1838, de nouvelles couches sont découvertes, le sondage est abandonné le 6 mai. La fosse des Tertres est ouverte le même mois à l'emplacement du sondage.

### Sondage de la Fercotte
50° 24′ 40″ N, 3° 21′ 00″ E
Le sondage de la Fercotte, commencé en 1838, est situé à peu de distance de la limite nord-ouest de la concession, à 2 700 mètres du clocher de Wandignies-Hamage, et à cinq kilomètres du clocher de Wallers, à Hasnon. Il a atteint la tête du terrain houiller à la profondeur de 115 mètres, et l'a traversé sur une hauteur de cinquante mètres, sans y rencontrer de houille. M. Lorieux a exprimé l'avis que ce forage avait atteint la partie la plus inférieure de la formation houillère. Le sondage est terminé en 1839, il avait atteint la profondeur de 165,35 mètres.

### Sondage des Corbets
50° 25′ 36″ N, 3° 24′ 22″ E
Le sondage des Corbets est ouvert en 1838 à l'intérieur de la concession d'Hasnon, à l'intersection de la rue des Corbets à Hasnon, avec l'avenue allant d'Hasnon à Vicoigne,. Le terrain houiller a été atteint à la profondeur de 95 mètres et a été arrêté à 153,90 mètres. Trois passées de charbon sales ont été recoupées à 124, 125, et 134 mètres,.

### Sondage de la Bruyère
50° 26′ 18″ N, 3° 24′ 48″ E
Le sondage de la Bruyère débute le 27 mars 1838 sur le territoire de Saint-Amand-les-Eaux, au sud-ouest de la ville. Il est exécuté par la Compagnie d'Hasnon, qui a trouvé le calcaire siliceux à la profondeur de 85 mètres. La limite septentrionale du bassin passe donc entre ce sondage et celui du Mont des Bruyères. Du niveau du sol jusqu'à la profondeur de 85,92 mètres, les terrains ont été traversés en trois semaines. Il a fallu cinq mois pour traverser les derniers 5,80 mètres. Le terrain était donc extrêmement dur. Le sondage a été arrêté le 24 septembre 1838 à la profondeur de 91,12 mètres dans le grès calcaire siliceux.

### Premier sondage du Grand Bray
50° 24′ 23″ N, 3° 24′ 22″ E
Le premier sondage du Grand Bray est exécuté à partir du 10 mars 1839 à Hasnon, à l'intérieur de la concession d'Hasnon, à 650 mètres au nord de la fosse des Bouils. Il est entré dans le terrain houiller à 99 mètres et a été arrêté à 144,50 mètres. À la profondeur de 101 mètres, il a atteint une veine de charbon mélangé de schiste de 80 centimètres d'ouverture, et il a traversé deux veinules à 110 et 125 mètres, respectivement hautes de 23 et dix centimètres,. L'eau jaillit à la profondeur de 27 mètres. Le sondage est terminé le 16 août 1839.

### Sondage du Bois de Vicoigne
50° 24′ 18″ N, 3° 25′ 47″ E
Le sondage du Bois de Vicoigne est commencé le 15 avril 1840, dans la forêt de Raismes-Saint-Amand-Wallers, sur le territoire de Raismes. Interrompu pendant vingt jours, il est recommencé le 7 mai. Le terrain houiller est atteint à la profondeur de 117 mètres, et n'a été sondé que sur une faible hauteur, sans résultat. Le sondage est terminé le 15 septembre 1840, il est profond de 143,35 mètres.

### Second sondage du Grand Bray
50° 24′ 17″ N, 3° 24′ 26″ E
Le sondage du Bois Wallers, ou second sondage du Grand Bray, est entrepris à partir du 24 octobre 1842 sur le territoire de Wallers, à 500 mètres au nord de la fosse des Bouils, sur le bord oriental de la drève des Boules d'Hérin, près de la maison du garde. Le sondage est resté dans le terrain houiller de 101 mètres, profondeur à laquelle il l'a atteint, jusque 130,59 mètres, niveau auquel il a dû être arrêté. Il devait à l'origine confirmer les résultats obtenus au premier sondage du Grand Bray, qui laissait supposer que la houille s'y trouvait en assez grande quantité. À la profondeur de 130 mètres, le sondage est retombé sur une couche de grès si dure qu'il a été impossible de continuer le trou de sonde. Le sondage a été abandonné au début du mois d'avril 1843, après un travail de plus de quinze jours dans la base de ce grès. Après son abandon, le sondage a mal été fermé. Il s'est rouvert dans le courant de 1843, et a donné un jet d'eau, faible tout d'abord, mais qui est devenu puissant en 1844. Au début de mai 1844, le sondage fut repris en un seul jour jusqu'aux marnes blanches, à la profondeur de 22,50 mètres. Le trou de sonde a alors été rempli de béton, et le sondage n'a plus donné d'eau.

### Sondage des Rouges-Carrières
50° 23′ 56″ N, 3° 22′ 43″ E
Le sondage des Rouges Carrières est commencé à Wallers fin avril 1843, à 130 mètres de la limite sud de la concession d'Hasnon, au sud de la fosse des Tertres, sur le bord de la route de Denain à Saint-Amand, à l'intersection des Drèves dites de la Maison du Garde, et des Rouges Carrières. Il est entré dans le terrain houiller à la profondeur de 107 mètres aux alentours du 15 juillet 1843. Suspendu pendant quelque temps, il est repris le 7 août de la même année avec un nouveau matériel et continué sans interruption jusqu'à sa profondeur maximale, où il a été abandonné le 28 février 1844. Seules quelques traces de houilles ont été découvertes, aux profondeurs de 124, 157 et 167 mètres. La profondeur atteinte est de 171,57 mètres. Un serrement y a été exécuté après son abandon, en 1844,.

### Sondage de la Drève de Wallers
50° 23′ 56″ N, 3° 24′ 13″ E
Le sondage de la Drève de Wallers est implanté sur le territoire de Wallers, le long de la Drève de Wallers à Hasnon, à 840 mètres de l'intersection de cette drève avec celle des Boules d'Hérin, et à quarante mètres de la limite sud de la concession. Le sondage est commencé le 1er mars 1844 et a atteint le terrain houiller le 27 avril à la profondeur de 117,48 mètres. C'est le seul sondage exécuté dans la concession d'Hasnon qui n'ait pas donné lieu à une source jaillissante. Il est arrivé le 15 novembre à la profondeur de 184,50 mètres, date à laquelle il est abandonné.